# فیلیپ اسوالد
 فیلیپ اسوالد (انگلیسی: Philipp Oswald؛ زاده ۲۳ ژانویهٔ ۱۹۸۶) یک تنیس‌باز اهل اتریش است.